# Claudia Franco
Claudia María Franco Solana (Madrid, España, 21 de julio de 1975) es un nadadora retirada especializada en pruebas de estilo libre. Fue medalla de bronce durante el Campeonato Europeo de Natación de 1995 en la prueba de 4x100 metros estilos.
Representó a España en los Juegos Olímpicos de Atlanta 1996 y Barcelona 1992.

## Palmarés internacional
| Campeonato Europeo de Natación | Campeonato Europeo de Natación | Campeonato Europeo de Natación | Campeonato Europeo de Natación |
| Año                            | Lugar                          | Medalla                        | Prueba                         |
| ------------------------------ | ------------------------------ | ------------------------------ | ------------------------------ |
| 1995                           | Viena (Austria)                | Medalla de bronce              | 4 × 100 m estilos              |